# Mormonentempel Paris

Der Mormonentempel Paris

Der Mormonentempel Paris ist der erste Tempel der Kirche Jesu Christi der Heiligen der Letzten Tage in Frankreich.  Er steht in Le Chesnay-Rocquencourt (Ortsteil Le Chesnay) im Département Yvelines nahe Versailles. Sein Einzugsgebiet sind der Raum Paris und große Teile Frankreichs.

## Geschichte
In Frankreich gibt es seit der 2. Hälfte des 19. Jahrhunderts eine kleine Mormonengemeinde mit rund 38.000 Gläubigen im Jahr 2017. Die Angehörigen der Kirche Jesu Christi der Heiligen der Letzten Tage mussten für wichtige Zeremonien zu Tempeln in der Schweiz, Deutschland, den Niederlanden oder Großbritannien reisen.
Seit 1998 plante die Kirche den Bau eines Tempels und suchte dafür viele Jahre nach einem geeigneten Grundstück im Großraum Paris. Nach längeren Diskussionen über den mormonischen Glauben im säkularen Frankreich stimmte der Bürgermeister von Chesnay dem Bau zu. Thomas S. Monson, Präsident der Kirche, gab den geplanten Neubau des Tempels am 15. Juli 2011 bekannt. Normalerweise wird ein Tempelbau von der Generalkonferenz verkündet. Da es vorab Berichte in der französischen Presse gab, verkündete Thomas S. Monson den Baubeginn drei Monate vor der geplanten Generalkonferenz.
Der Bau erfolgte vom 24. August 2012 bis zum 21. Mai 2017. Lokale Bauvorschriften verlangten, dass der Tempel keinen Turm erhielt. Er ist damit einer von nur vier mormonischen Tempeln ohne Turm.
Die Weihe fand am 21. Mai 2017 durch Henry B. Eyring statt. Mit dieser Weihe wurde der Tempel der 156. Tempel der Kirche Jesu Christi der Heiligen der Letzten Tage und der erste in Frankreich. Im Vorfeld der Weihe war der Tempel vom 22. April 2017 bis zum 13. Mai 2017 für die Öffentlichkeit zu besichtigen. Seit der Weihe dürfen nur noch Mitglieder der Kirche Jesu Christi HLT den Tempel betreten, die aktiv am Kirchenleben teilhaben und von ihrer Heimat-Gemeinde einen Tempelempfehlungsschein erhalten. Diese Bedingung gilt für alle Tempel der Kirche Jesu Christ HLT.

## Nutzung

Im Garten steht eine Christusstatue, nach der Vorlage von Bertel Thorvaldsen. Ein Symbol der Kirche

Auf dem Grundstück stehen außerdem ein Hotel für Kirchenmitglieder und mehrere Nebengebäude, der großzügige Garten der Anlage ist öffentlich zugänglich. Die Kirche rechnet im Durchschnitt mit 40 bis 80 Besuchern am Tag.